# Roland Jaccard
Roland Jaccard (Lausana, 22 de septiembre de 1941 - París, 20 de septiembre de 2021) fue un psicólogo, escritor, editor y crítico literario suizo.

## Biografía
Su madre era vienesa. Su padre fue alumno de Henri Roorda. Tanto su padre como su abuelo se han suicidado.
Roland Jaccard fue un especialista del psicoanálisis, con un doctorado en psicología y en ciencias sociales. Escribió varios ensayos sobre Sigmund Freud y una Histoire de la psychanalyse en dos volúmenes. Fue el periodista encargado de los temas psicoanalíticos en el periódico Le Monde.
Además, creó y dirigió durante treinta y cinco años (hasta principios de los años 2000) la colección «Perspectives critiques» en la prestigiosa editorial Presses universitaires de France (PUF).
Como ensayista, se dio a conocer en 1975 con el libro L'exil intérieur.
Como novelista, ha escrito Sugar Babies, Flirt en hiver, Une fille pour l'été y una trilogía autobiográfica, L'âme est un vaste pays, Des femmes disparaissent y L'ombre d'une frange. Una recopilación de textos críticos lleva por título Le cimetière de la morale ("El cementerio de la moral").
Ha escrito una monografía sobre la actriz Louise Brooks.
Junto al director de la Collection de l'art brut de Lausana, Michel Thévoz, publicó un Manifeste pour une mort douce (traducido en español con el título Manifiesto por una muerte digna).
Editó y ayudó al lanzamiento de la carrera de escritores como Frédéric Pajak, André Comte-Sponville, Romain Slocombe o Frédéric Schiffter.
Su filosofía queda plasmada en los títulos de sus libros: cinismo, nihilismo, seducción, risa y pesimismo. Su escritura es precisa y concibe la existencia como una desgracia. Fue amigo de Emil Cioran.
Desde 1995, fue miembro del jurado del "Prix de l'écrit intime".

### Escritos autobiográficos
- Écrits irréguliers…, journal, 1969
- Un jeune homme triste, journal, 1971
- Les Chemins de la désillusion, journal/aphorisme, Grasset, 1979
- L'Âme est un vaste pays, journal, Grasset, 1983
- Des femmes disparaissent, journal, Grasset, 1985
- Sugar babies, Le Castor Astral, 1986 (dessins de Christophe Krafft ; réédité chez Zulma, 2002 (photographies de Romain Slocombe)
- L'Ombre d'une frange, journal, Grasset, 1987
- Flirt en hiver, journal, coll. « Carnets », Plon, 1991 ; Le Livre de Poche « Biblio Essais », 1993
- Le Rire du diable, journal, Zulma, 1994 ; Le Livre de Poche « Biblio Essais », 1996
- Journal d'un homme perdu, journal, Zulma, 1995
- Une fille pour l'été, journal, Zulma, 2000
- Vertiges, journal, 2000
- L'Homme élégant, aphorismes, Zulma, 2002
- Journal d'un oisif, journal, PUF, 2002
- Portrait d’une flapper, récit, PUF, 2007
- Retour à Vienne, récit illustré par Romain Slocombe, Melville-Léo Scheer, 2007
- Sexe et sarcasmes, carnets, PUF, 2009
- Ma vie et autres trahisons, Grasset, 2013
- Une Japonaise à Paris, L'Éditeur, 2014
- Une Liaison dangereuse, cosigné avec Marie Céhère, L'Editeur, 2015
- De l'influence des intellectuels sur les talons aiguilles, Pierre-Guillaume de Roux, 2016
- Station terminale, Serge Safran Éditeur, 2017
- Confession d'un gentil garçon, Pierre-Guillaume de Roux, 2020
- Au café Schopenhauer, 2020
- La nuit où j'ai cru devenir fou, 2020
- On ne se remet jamais d'une enfance heureuse, 2021

Ensayos
- La Pulsion de mort chez Melanie Klein, essai, 1971
- L'Homme aux Loups, essai, 1973
- Ce que Melanie Klein a vraiment dit, essai, 1974
- L'Exil intérieur : schizoïdie et civilisation, essai, PUF « Perspectives critiques », 1975 ; réédité en 1979 et 2006
- Louise Brooks : portrait d'une anti-star, biographie, Phébus, 1977 ; Ramsay, 1985
- Dictionnaire du parfait cynique, essai illustré par Roland Topor, Hachette, 1982 ; réédité en 2007, Zulma
- La Folie, essai, PUF «Que sais-je?», n.º 2121, 1983 ; 5.ª edición en 1993
- Lou, autobiographie fictive de Lou Andreas-Salomé, Grasset, 1982
- La Tentation nihiliste, essai, PUF « Perspectives Critiques », 1989 ; PUF, coll. « Quadrige », 1991
- Les Séductions de l'existence (en collaboration avec F. Bott, D. Grisoni et Y. Simon), Le Livre de poche « Biblio Essais », 1990
- De la volupté et du malheur d'aimer (en collaboration avec F. Bott, D. Grisoni et Y. Simon), Le Livre de poche « Biblio Essais », 1992
- Manifeste pour une mort douce, en collaboration avec Michel Thévoz, Grasset, 1992
- Freud, jugements et témoignages, essai, 1993
- Le Cimetière de la morale, essai, PUF « Perspectives critiques », 1995 ; Le Livre de Poche « Biblio Essais », 1998
- Topologie du pessimisme, dessins de Georges Wolinski, essai, Zulma, 1997
- L'Enquête de Wittgenstein, essai, PUF « Perspectives critiques », 1998
- Un climatiseur en enfer, Zoé, 2001
- Cioran et compagnie, essai, PUF, 2004
- Penseurs et Tueurs, Éditions Pierre-Guillaume de Roux, 2018
- John Wayne n'est pas mort, Pierre-Guillaume de Roux, 2019
- Dis-moi la vérité sur l'amour, 2020

Prefacio
- Olivier Mathieu, C'est David Hamilton qu'on assassine, essai, Editions des Petits Bonheurs, 2017